# Jennifer Lyn Quackenbush
Jennifer „Jen“ Lyn Quackenbush (* 4. September 1973 in Hampton, Virginia) ist eine US-amerikanische ehemalige Filmschauspielerin.

## Leben
Quackenbush debütierte 2005 in dem Fernsehfilm Larva, wo sie eine Reporterin verkörperte und einer Ansagerin ihre Stimme lieh. Der Film wurde erstmals am 22. Januar 2005 ausgestrahlt. Im Folgejahr verkörperte sie die Rolle der Elizabeth Williams in dem Fernsehfilm Black Hole – Das Monster aus dem schwarzen Loch. Der Film wurde am 10. Juni 2006 auf Syfy ausgestrahlt. Danach zog sie sich aus der Filmschauspielerei zurück.

## Filmografie
- 2005: Larva (Fernsehfilm)
- 2006: Black Hole – Das Monster aus dem schwarzen Loch (The Black Hole) (Fernsehfilm)